# Nikolaï Soukhozanet
Nikolaï Onoufrievitch Soukhozanet (en russe : Николай Онуфриевич Сухозанет), né en 1794 et décédé le 22 juillet 1871, était un militaire et un homme politique russe. Il fut général et ministre de la Guerre du 17 avril 1856 au 9 novembre 1861.

## Biographie
Nikolaï Onoufrievitch Soukhozanet naquit dans une famille noble du Gouvernement de Vitebsk.

### Carrière militaire
Lors de l'invasion de la Russie par les troupes napoléoniennes, il combattit avec courage dans de nombreuses batailles, il termina la Campagne de France au grade de Lieutenant d'artillerie. Il fut décoré de l'Ordre de Saint-Vladimir (quatrième classe) et de l'ordre de Sainte-Anne (deuxième classe).
Après la guerre, Nikolaï Onoufrievitch Soukhozanet occupa différents postes au sein de la première armée, en 1824, il fut promu général de division. Lors de l'insurrection de Novembre 1830 (Révolution des Cadets), il commanda le régiment d'artillerie. Il se distingua à la bataille d'Ostrołęka (26 mai 1831), pour ses faits d'armes il fut décoré de l'Ordre de Saint-Georges (troisième classe). De 1836 à 1848, il commanda la quatrième division d'artillerie. Lors de la bataille de la Tchernaïa (16 août 1855), il reçut le commandement provisoire de l'artillerie. En 1850, il obtint le commandement du troisième corps de l'Armée du Sud.

### Carrière politique
Le 17 avril 1856, Nikolaï Onoufrievitch Soukhozanet fut nommé ministre de la Guerre. Alexandre II de Russie lui confia deux principales missions : la réduction des dépenses militaires et la réforme de l'armée. La première mission fut réalisée mais il abandonna totalement la seconde.
Au cours de son mandat, il fut le représentant du tsar en Pologne (namestnik (ru)), la première fois, il remplaça le prince Mikhaïl Gortchakov alors souffrant (1792-1861), la seconde fois, il occupa ce poste lors de la démission du général comte Karl Lambert (1815-1865).
En raison de son mauvais état de santé, Nikolaï Onoufrievitch Soukhozanet démissionna de l'armée le 6 octobre 1861, de son poste de ministre de la Guerre le 9 novembre.

#### Décorations
- Ordre de Saint-André
- Ordre de Saint-Georges de IIIe classe
- Ordre de Saint-Vladimir de Ire classe
- Ordre de Saint-Alexandre Nevski
- Ordre de l’Aigle Blanc
- Ordre de Sainte-Anne de IIe classe